# Estêvão António de Oliveira Júnior
Estêvão António de Oliveira Júnior (Alcochete, Alcochete - ?) foi um empresário agrícola e político português.

## Família
Filho de Estêvão António de Oliveira Júnior e de sua mulher Mariana Amália Augusta de Oliveira.

## Biografia
Grande Lavrador e Proprietário, Comendador, Par do Reino e Presidente da Real Associação Central de Agricultura.

## Casamento e descendência
Casou em Lisboa, Sacramento, com Leonor do Carmo Baptista de Oliveira (Salvaterra de Magos, Salvaterra de Magos - ?), filha de Vicente Luís Vinagre e de sua mulher Ana Quitéria Baptista Correia, com geração.